# Малоходачківська сільська рада
Малохода́чківська сільська́ ра́да — адміністративно-територіальна одиниця та орган місцевого самоврядування в Тернопільському районі Тернопільської області. Адміністративний центр — село Малий Ходачків.

## Загальні відомості
Малоходачківська сільська рада утворена в 1939 році.
- Територія ради: 30,91 км²
- Населення ради: 1 504 особи (станом на 2001 рік)
- Територією ради протікає річка Качавка

## Населені пункти
Сільській раді підпорядковані населені пункти:
- с. Малий Ходачків
- с. Костянтинівка

## Населення
Згідно з переписом УРСР 1989 року чисельність наявного населення сільської ради становила 1588 осіб, з яких 719 чоловіків та 869 жінок.
За переписом населення України 2001 року в сільській раді мешкало 1497 осіб.

### Мова
Розподіл населення за рідною мовою за даними перепису 2001 року:
| Мова       | Відсоток |
| ---------- | -------- |
| українська | 99,14 %  |
| російська  | 0,53 %   |
| польська   | 0,20 %   |
| білоруська | 0,07 %   |
| молдовська | 0,07 %   |

## Склад ради
Рада складалася з 16 депутатів та голови.
- Голова ради: Береза Володимир Васильович

### Керівний склад попередніх скликань
| Прізвище, ім'я, по батькові  | Основні відомості                                    | Дата обрання | Дата звільнення |
| ---------------------------- | ---------------------------------------------------- | ------------ | --------------- |
| Недошитко Михайло Богданович | Сільський голова, 1953 року народження, безпартійний | 26.03.2006   | 25.10.2015      |
| Береза Володимир Васильович  | Сільський голова, 1957 року народження, безпартійний | 25.10.2015   |                 |

Примітка: таблиця складена за даними сайтів Верховної Ради України та Центральної виборчої комісії України

### Депутати
За результатами чергових місцевих виборів в Україні 2015 року депутатами ради стали:

#### За суб'єктами висування
| Суб'єкт висування | Кількість обраних депутатів | %   |
| ----------------- | --------------------------- | --- |
| Самовисування     | 14                          | 100 |

#### За округами
| № округу | Прізвище, ім'я, по батькові    | Дата визнання обраним | Освіта           | Партійна приналежність | Відомості про обраного депутата           |
| -------- | ------------------------------ | --------------------- | ---------------- | ---------------------- | ----------------------------------------- |
| 1        | Попів Марія Петрівна           | 25.10.2015            | вища             | позапартійна           | ЗОШ, вчитель                              |
| 2        | Балабан Павло Богданович       | 25.10.2015            | інші види освіти | позапартійний          | Тимчово не працює                         |
| 3        | Шкодінський Володимир Олегович | 25.10.2015            | інші види освіти | позапартійний          | Дитячий садок, кочегар                    |
| 4        | Попельняк Ігор Михайлович      | 25.10.2015            | вища             | позапартійний          | ПП, продавець                             |
| 5        | Собчук Іван Михайлович         | 25.10.2015            | інші види освіти | позапартійний          | Тернопільський залізничний вокзал, монтер |
| 6        | Пастущак Ігор Васильович       | 25.10.2015            | інші види освіти | позапартійний          | Тимчово не працює                         |
| 7        | Попів Іван Павлович            | 25.10.2015            | інші види освіти | позапартійний          | Пенсіонер                                 |
| 8        | Водяний Сергій Павлович        | 25.10.2015            | інші види освіти | позапартійний          | Приватний підриємець                      |
| 9        | Семен Ольга Василівна          | 25.10.2015            | інші види освіти | позапартійна           | Ринок, продавець                          |
| 10       | Томків Руслан Васильович       | 25.10.2015            | інші види освіти | позапартійний          | Ринок, продавець                          |
| 11       | Собчук Євген Михайлович        | 25.10.2015            | інші види освіти | позапартійний          | Тернопільський залізничний вокзал, монтер |
| 12       | Буковська Галина Михайлівна    | 25.10.2015            | вища             | позапартійна           | Тимчово не працює                         |
| 13       | Бурба Олег Володимирович       | 25.10.2015            | інші види освіти | позапартійний          | ПАП "Агрон", водій                        |
| 14       | Пиндус Олександр Іванович      | 25.10.2015            | вища             | позапартійний          | ПП "Автопрофіль", автомеханік             |